# 랜섬 (1996년 영화)
《랜섬》(영어: Ransom)은 미국에서 제작된 론 하워드 감독의 1996년 액션 스릴러 영화이다. 멜 깁슨, 러네이 루소, 게리 시니스, 릴리 테일러, 델로이 린도 등이 출연하였고, 스콧 루딘 등이 제작에 참여하였다. 닉 놀티의 아들 브롤리 놀티가 납치되는 아들 역을 연기하였다.
멜 깁슨은 이 영화를 통해 1997년 제54회 골든 글로브상 드라마 영화 부문 남우 주연상 후보에 올랐다.

## 줄거리
항공사 창립을 통해 자수성가로 억만장자가 된 톰과 전 고등학교 생물 교사 케이트의 아들 숀이 어느 날 케이트가 회장으로 있는 뉴욕시 주니어 과학 박람회에서 납치를 당한다.
몸값 전달 시도 과정에서 톰은 돈을 건네줘도 숀의 생존을 보장할 수 없다는 걸 깨닫는다. 텔레비전에 출연한 톰은 납치범들이 요구했던 숀의 몸값을 납치범들 현상금으로 걸어 버린다. 이어 톰은 납치범들을 향해 숀이 무사히 돌아온다면 현상을 취소하겠지만 몸값만큼은 지불하지 않겠다고 못을 박아 버리는데...

## 출연진
멀런가
- 멜 깁슨 - 톰 멀런 역
- 러네이 루소 - 케이트 멀런 역
- 브롤리 놀티 - 숀 멀런 역

납치범
- 게리 시니스 - 뉴욕 경찰국 제임스 “지미” 셰이커 형사 역: 납치 주동자. 매리스의 남자친구.
- 릴리 테일러 - 매리스 코너 역: 멀런가 음식 공급사.
- 리에브 슈라이버 - 클라크 반스 역
- 도니 월버그 - “커비” 반스 역: 클라크의 형제.
- 에번 핸들러 - 마일스 로버츠 역: 기술 전문가.

그 외
- 델로이 린도 - FBI 특수 요원 로니 호킨스 역
- 폴 길포일 - FBI 국장 스탠 월리스 역
- 호세 수니가 - 데이비드 토러스 역
- 댄 허데이야 - 재키 브라운 역
- 존 오티즈 - 로버토 역

## 기타 제작진
- 공동 제작: 애덤 슈러더, 수전 머츠바크
- 협력 제작: 앨드릭 라울리 포터, 루이자 빌리스
- 배역: 제인 젱킨스, 재닛 허션슨
- 미술: 마이클 코런블리스
- 의상: 리타 라이액
- 사운드트랙 참여: 빌리 코건

## 우리말 녹음
SBS 성우진 (2000년 2월 5일)
- 양지운 - 톰(멜 깁슨)
- 윤소라 - 케이트(러네이 루소)
- 강구한 - 제임스(게리 시니스)
- 한상덕 - 호킨스(델로이 린도)
- 이선 - 매리스(릴리 테일러)
- 유민석
- 최옥희
- 유제상
- 서문석
- 이재용
- 이원상
- 김지민
- 성완경
- 송민경
- 주현영
- 김영진
- 이주원